# Lâu đài Sovinec
Lâu đài Sovinec là một lâu đài ở huyện Bruntál, bắc Moravia, Cộng hòa Séc.

## Lịch sử
Khoảng những năm 1329-1332, anh em nhà Moravian của Hrutovic đã xây dựng lâu đài. Từ năm 1490 cho đến nửa sau của thế kỷ 15, Sovinec là trung tâm của một sự cai trị mạnh mẽ và thống nhất bao gồm một thành phố và 18 ngôi làng, từ Paseka ở vùng đồng bằng qua Rýmařov đến Štáhly (Malá Štáhly Velká táhle) trên núi.
Năm 1492, lâu đài được sở hữu bởi nhà Pňovský, được đại diện bởi Lešek Pňovský. Năm 1626, trong Cuộc chiến ba mươi năm, Sovinec rơi vào tay quân đội Đan Mạch dưới thời Mansfeld. Năm 1784, lâu đài bị hỏa hoạn nhưng lại không được sửa chữa
Có thời kỳ lâu đài bị Đức quốc xã chiếm và được sử dụng như nhà tù. Vào những ngày đầu tháng 5 năm 1945, lâu đài bị thiêu rụi. Năm 1951, việc xây dựng lại lâu đài bắt đầu. Nó kéo dài suốt thập niên 60 và bị gián đoạn nhiều lần. Năm 1991, việc tái thiết Nhà thờ Thánh Augustinô, tháp canh và cánh phía nam đã hoàn thành. Mặt trước của cổng vào và sân thứ nhất và thứ ba đã được sửa chữa cũng như các đơn vị nhà ở. Một hầm rượu đã được mở và một phòng trưng bày nghệ thuật hiện đại được thành lập trong lâu đài. Nội thất của lâu đài đang được sửa chữa.